# Вестник русского христианского движения
«Вестник Русского христианского движения» (фр. «Le Messager: périodique de l'Action Chrétienne des Etudiants Russes») — французский русскоязычный религиозный, философский и литературный журнал русской эмиграции. Издаётся в Париже с 1925 года.

## Названия
- «Вестник Русского студенческого движения в Западной Европе» (1925—1926)
- «Вестник Русского студенческого христианского движения» (1927)
- «Вестник: Орган Русского студенческого христианского движения в Западной Европе» (1928—1929)
- «Вестник Русского студенческого христианского движения» (1930—1936)
- «Вестник: Орган церковно-общественной жизни» (1937—1939)
- «Вестник церковной жизни» (1945—1947)
- «Вестник: Орган Русского студенческого христианского движения в Германии» (1949)
- «Вестник: Орган Русского студенческого движения во Франции» (1949)
- «Вестник Русского студенческого христианского движения» (1950—1974)
- «Вестник Русского христианского движения» (с 1974; начиная № 111)

## История
В 1925 году руководство русского студенческого христианского движения поручило своему парижскому секретарю Николаю Зернову издание информационного бюллетеня, целью которого было сплочение молодых студентов-эмигрантов, рассеянных по всей Европе. Первый номер журнала выпустили в декабре 1925 года тиражом в 300 экземпляров. Зернов издавал журнал вместе с Иваном Лаговским и после переезда Зернова в Англию в 1930/31 году Лаговскому стал помогать в этом Георгий Федотов. С 1932 года журнал удавалось выпускать только с большими интервалами. В 1935 году журнал закрылся в связи с некоторым ослаблением РСХД во Франции, снова стал печататься в Прибалтике в 1937 году. В 1937-39 издание ВРСХД взял на себя профессор Василий Зеньковский (5—6 раз в год, объём — 50—60 стр.). Затем издание журнала было прервано Второй мировой войной.
Журнал был возрождён в Мюнхене в 1949 А. Киселёвым, учеником и другом многолетнего издателя И. Лаговского. В 1950 году редакция возвратилась в Париж, где секретарь РСХД И. Морозов принял на себя обязанности по изданию журнала. Кроме редколлегии, находившейся в Париже и Нью-Йорке, ему помогал в этом Никита Струве, исполняющий с 1970 года обязанности ответственного редактора. С 1955 журнал выходил примерно 4 раза в год; с начала 70-х гг. он стал значительно больше по объёму.
На первых порах журнал был в значительной мере посвящён организационным вопросам русского студенческого христианского движения, а также вопросам церкви и религии. На послевоенном этапе своего существования ВРХД всё больше проявляет себя как значительный религиозный журнал, который регулярно занимается также вопросами культуры, литературы и социальными проблемами. В разделе, посвящённом вопросам религии, публикуются также тексты из наследия прошлых столетий; кроме того, печатаются работы Николая Бердяева, Сергия Булгакова, Семёна Франка, Владимира Ильина, Николая Лосского, Льва Шестова и других значительных религиозных философов. Журнал регулярно помещал на своих страницах статьи о жизни церкви и антирелигиозной политике в СССР, частично тексты самиздата, с 1974 года это обозначалось и в выходных данных журнала («Париж—Нью-Йорк—Москва»).
С 1992 года (№ 164) журнал печатается в Москве с парижского оригинал-макета, с 2000 года выходит 2 раза в год совместно с издательством «Русский путь».

## Редакторы
- И. А. Лаговский и Н. М. Зёрнов (Париж, 1925—1929)
- Г. П. Федотов и И. А. Лаговский (1930—1931)
- И. А. Лаговский (1932—1933)
- В. В. Зеньковский (1937—1938)
- Л. Н. Липеровский (1939)
- Л. А. Зандер (1945—1947)
- А. Н. Киселёв (1949)
- Г. М. Бенигсен (Мюнхен, 1949)
- И. В. Морозов (Париж, 1949—1950)
- И. В. Морозов и Н. А. Струве (1952—1969)
- Н. А. Струве (1969—2016)
- Т. В. Викторова (с 2016)[1].